# Edmund Lindmark
Karl Edmund Lindmark (Umeå, 6 luglio 1894 – Stoccolma, 11 febbraio 1968) è stato un ginnasta e tuffatore svedese.

## Palmarès

### Ginnastica artistica
Olimpiadi

- 1 medaglia:
  - 1 oro (Anversa 1920 nel concorso svedese a squadre)

### Tuffi
Europei

- 1 medaglia:
  - 1 argento (Bologna 1927 nel trampolino 3 metri)